# IC 4802
IC 4802 — галактика типу *Grp (велика група зірок) у сузір'ї Стрілець.
Цей об'єкт міститься в оригінальній редакції індексного каталогу.